# Ladislau I da Hungria
Ladislau I (em húngaro:  László; 27 de junho de 1040 - 29 de julho de 1095) foi rei da Hungria de 1077 até a sua morte. Filho de Bela I da Hungria com uma princesa polaca, nasceu na Polónia, onde seu pai se havia refugiado, e foi portanto baptizado com um nome eslavo.
Ladislau foi canonizado pela Igreja como São Ladislau (em húngaro:  Szent László).

## Vida e obras
Ladislau sucedeu a seu irmão Geza I após a morte deste em 1077. Passou para a história como um dos responsáveis pelo fortalecimento do Reino da Hungria ao nacionalizar o cristianismo no país, aliar-se ao papado contra o Sacro Imperador Romano-Germânico, colonizar a Transilvânia e o Baixo Danúbio, trazer os sículos para território húngaro e bater-se contra os pechenegues e os cumanos. 
Ladislau I casou-se com Adelaide, filha de Rodolfo da Suábia e de sua segunda esposa Adelaide de Turim. Tiveram, pelo menos, 1 filha: 
- Piroska, que se casou com o Imperador João II Comneno.

Com sua morte em 1095, sucedeu-o Colomano, filho de Geza I. 

## Árvore genealógica da Casa de Arpades
|-